# Dân tù tội
Dân tù tội là một từ lóng để chỉ một người là thành viên của các tổ chức xã hội đen hoặc các băng nhóm tương tự như thế. Dân tù tội hiển nhiên là kẻ phạm tội. Ngoài ra còn có cụm từ "dân giang hồ" đôi khi cũng có cùng một nghĩa.